# Danka Jarzyńska
Danka Jarzyńska (ur. 16 lutego 1960 w Gdańsku) – polska rzeźbiarka. Absolwentka Akademii Sztuk Pięknych w Gdańsku w pracowni prof. Wojciecha Sęczawy (2001), członkini Związku Polskich Artystów Plastyków oraz Association Internationale des Arts Plastiques. Pracuje głównie w brązie, marmurze i granicie; tworzy także ceramikę i instalacje. Mieszka i pracuje na Wyspie Sobieszewskiej, gdzie angażuje się w działania na rzecz jakości jej kultury, środowiska naturalnego i przestrzeni publicznej (m.in. jako współpracowniczka "Wyspy Skarbów" GAK i członkini zarządu LOT Wyspa Sobieszewska). Inicjatorka Plenerów Rzeźby w Granicie Gdańsk – Wyspa Sobieszewska. Laureatka 3. Edycji Międzynarodowego Konkursu NanoArt 10-9 im. profesora Tadeusza Malińskiego, Galerie Roi Doré w Paryżu. Jej prace znajdują się w kolekcjach prywatnych w wielu miejscach na świecie, m.in. w Norwegii, Meksyku i USA.

## Wystawy indywidualne
- 2021 Impuls, Centrum Rzeźby Polskiej w Orońsku
- 2020 Kore, Bydgoskie Centrum Sztuki[4]
- 2018 Balanse, Galeria ZPAP w Gdańsku[5]
- 2017 Improwizacje, Scena Muzyczna Gdańskiego Archipelagu Kultury[6]
- 2017 Podszepty, Galeria Jednego Dzieła, Gdańsk, PGNiG
- 2016 Relacje, Polska Filharmonia Bałtycka im. Fryderyka Chopina[7]
- 2016 Hommage à T.M., Gydykloje (Druskienniki, Litwa)
- 2016 Pomiędzy, Galeria Sztuki Warzywniak w Gdańsku Oliwie[8]
- 2005 Więzi, Dom Kultury „Wyspa Skarbów” w Gdańsku Sobieszewie

## Wystawy zbiorowe
- 2020 Maski, maski, maski, Galeria ZPAP, Gdańsk ul. Piwna 67/68
- 2019 Barwy złota, Galeria ZPAP, Gdańsk ul. Piwna 67/68
- 2018 Przejście, Sopocki Pasaż Sztuki Sopot Centrum[9]
- 2017 Wyspa w granicie, Stacja Biologiczna Wydziału Biologii Uniwersytetu Gdańskiego[10]
- 2017 "Drzewa... póki jeszcze stoją", Nadbałtyckie Centrum Kultury, Gdańsk[11]
- 2017 „Niepodległa dla Niepodległej”. Galeria ZPAP w Toruniu[12]
- 2017 NanoArt 10-9. Wystawa finalistów 3. Edycji Międzynarodowego Konkursu NanoArt 10-9 im. profesora Tadeusza Malińskiego, Galerie Roi Doré w Paryżu
- 2016 To też jest Gdańsk, Polska Filharmonia Bałtycka im. Fryderyka Chopina
- 2016 Wiersze na wietrze. Instalacja plenerowa w ramach XII Festiwalu Instalacji Lirycznych, „Wyspa Skarbów” Gdańskiego Archipelagu Kultury[13]
- 2016 Między niebem a ziemią, Nadbałtyckie Centrum Kultury w Gdańsku[14]
- 2014 Artyści z Wyspy w Domu Kultury „Wyspa Skarbów” w Gdańsku Sobieszewie
- 2005 Anioł ekstremalny, MDK „Dworek Artura” w Gdańsku Oruni
- 2005 Droga Obcego przez Wyspę Słowa. Instalacja plenerowa w ramach I Festiwalu Instalacji Lirycznych na terenie Wyspy Sobieszewskiej (wraz z Kariną Jarzyńską)
- 2005 Mój Osobisty Anioł, MDK „Dworek Artura” w Gdańsku Oruni
- 2004 Artyści z Wyspy w Domu Kultury „Wyspa Skarbów” w Gdańsku Sobieszewie

## Praca kuratorska
- 2018 Przejście, Sopocki Pasaż Sztuki Sopot Centrum – koncepcja i realizacja wystawy (uczestnicy: Ewa Beyer-Formela, Stanisław Gierada, Danka Jarzyńska, Bente Kluge, Wojciech Sęczawa)[15]
- 2017 I Plener Rzeźby w Granicie Gdańsk-Wyspa Sobieszewska „Wyspa w granicie” – koncepcja i realizacja pleneru, wystawy poplenerowej i ekspozycji stałej wybranych prac w przestrzeni publicznej (uczestnicy: prof. Wojciech Sęczawa, Michał Sęczawa, Bogdan Markowski, Stanisław Gierada, Danka Jarzyńska, Ewa Beyer-Formela)[16]

## Publikacje, wywiady i recenzje
- 2020 Katalog wystawy Danki Jarzyńskiej Kore, Bydgoskie Centrum Sztuki, ISBN 978-83-954192-4-9
- 2019 Recenzja wystawy Balanse w „ArsForum” 2019, nr 6, s. 92.
- 2018 Danka Jarzyńska, w: Artyści galerii ZPAP 2018 Okręg Gdański, red. Alicja Bach, Gdańsk 2018, s. 56-63.
- 2018 Danka Jarzyńska, w: Wolność w sztuce – 3 pokolenia. Wystawa twórców Gdańskiego Okręgu ZPAP, red. Lila Balcerzak-Najdekier, Izabela Wensierska-Łajca, Gdańsk 2018, s. 43.
- 2018 Rozmowa z Grażyną Tomaszewską-Sobko na stronie ZPAP.
- 2018 Recenzja Rafała Radwańskiego z wystawy Balanse
- 2017 Danka Jarzyńska, w: Gdańsk-Toruń. Prezentacja artystów Okręgu Gdańskiego Związku Polskich Artystów Plastyków, red. Iwona Kolasińska, Toruń 2017, s. 23.
- 2017 „Wyspa w granicie”. Katalog I Pleneru Rzeźby w Granicie Gdańsk-Wyspa Sobieszewska, redakcja i wstęp Danka Jarzyńska, Gdańsk 2017
- 2017 Podsumowanie I Pleneru Rzeźby w Granicie na stronie www.zpap-gdansk.pl
- 2016 Emocje i uczucia Danki Jarzyńskiej. Z gdańską rzeźbiarką rozmawia Stanisław Seyfried, portal Wybrzeże24.pl z dn. 2 IX 2016.
- 2016 Recenzja Rafała Radwańskiego z wystawy Pomiędzy na stronie www.galeriawarzywniak.pl
- 2011 Danka Jarzyńska z Wyspy Sobieszewskiej na stronie http://www.rzezba-oronsko.pl